# Magarevo
Magarevo (makedonska: Магарево) är en ort i Nordmakedonien. Den ligger i kommunen Bitola, i den sydvästra delen av landet, 110 kilometer söder om huvudstaden Skopje. Magarevo ligger 1 065 meter över havet och antalet invånare är 165.